# Piscine de stockage de combustible nucléaire
Pour les articles homonymes, voir Piscine (homonymie).
Ne pas confondre avec une catégorie de réacteurs nucléaires de recherche dits « réacteur-piscine »

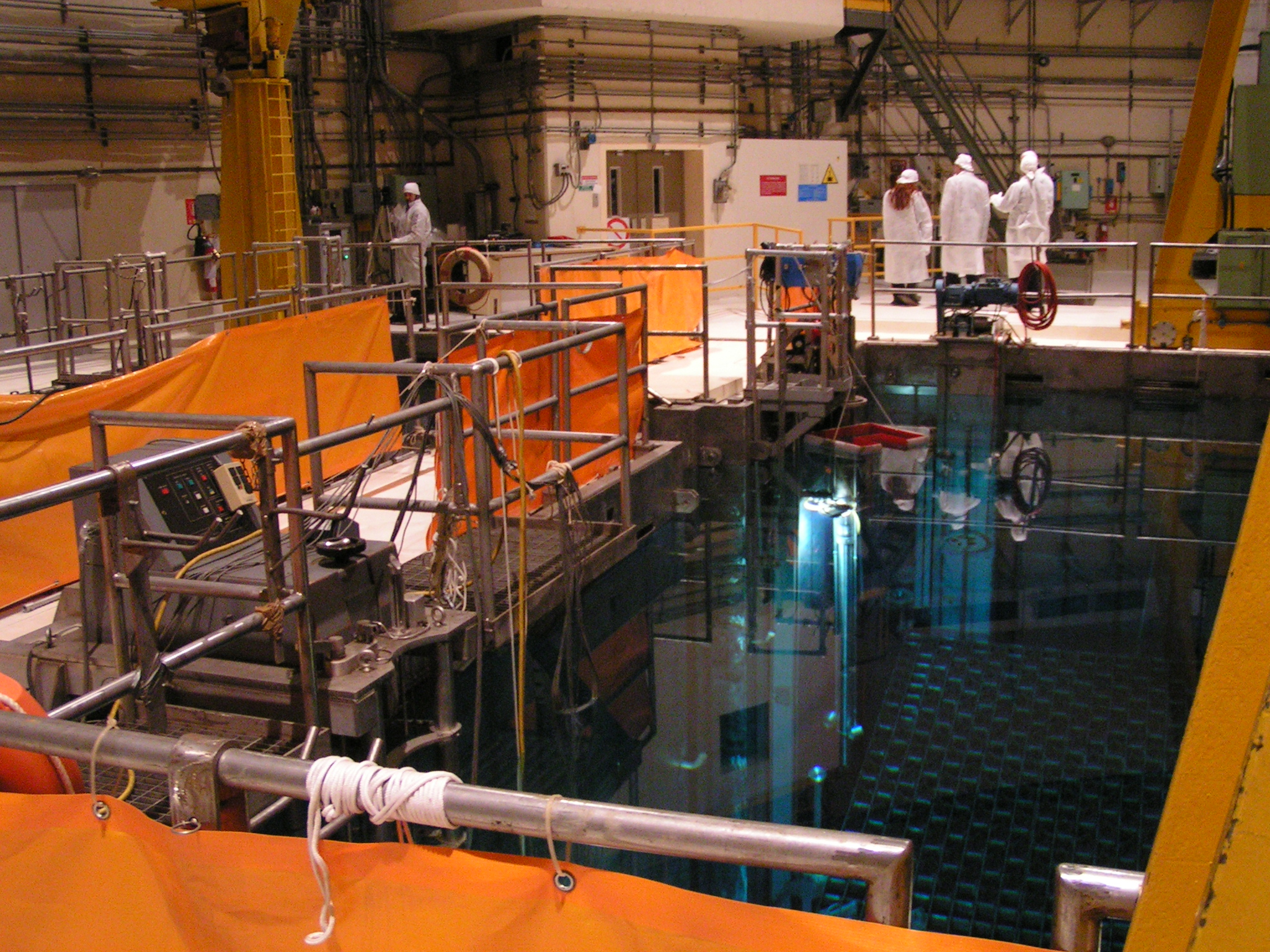
Exemple de piscine de désactivation et stockage de combustible (ne contenant ici qu’une faible quantité de combustible, à l’occasion de l’arrêt à froid d’un réacteur de la centrale nucléaire de Caorso.

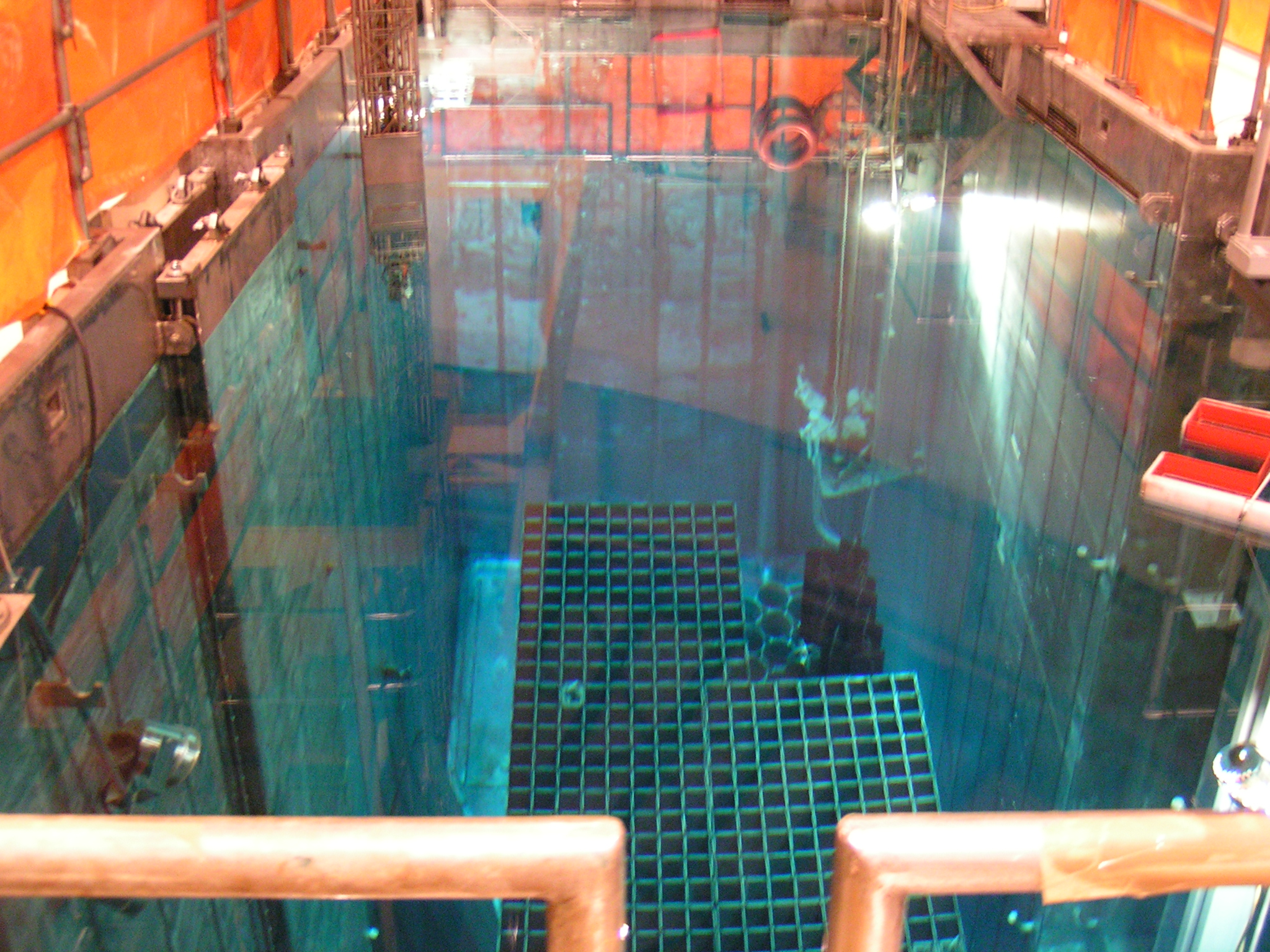
Piscine de la centrale de Caorso.

Une  piscine de stockage du combustible usagé (en anglais  SFP pour Spent fuel pools) est un bassin d'entreposage provisoire de combustible nucléaire irradié ou destiné au rechargement d’un réacteur à l’arrêt.
Après avoir servi dans le réacteur d’une centrale nucléaire ou dans un réacteur d’étude ou de recherche, réacteur expérimental ou de sous-marin nucléaire, le  « combustible nucléaire usagé » (originellement constitué d'uranium plus ou moins enrichi ou d'un mélange d’uranium et de plutonium dit « MOX ») est encore radioactif et dégage de la chaleur (on parle de « puissance résiduelle ») ; il est alors retiré du réacteur et stocké provisoirement dans la piscine de stockage avant envoi pour retraitement et stockage final.
La chaleur résiduelle que les éléments combustibles émettent après l'arrêt du réacteur doit être évacuée, ce qui implique que la piscine d’entreposage du combustible usé doit être refroidie en permanence.
Du combustible neuf est également provisoirement stocké dans ces piscines en attente de sa mise en place dans le réacteur.
La piscine de stockage peut être séparée en plusieurs bassins par mise en place de cloisons amovibles.

## Fonctions

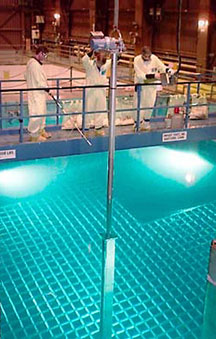
Piscine de désactivation d’une centrale américaine. On aperçoit un élément combustible suspendu au mât de manœuvre, positionné manuellement au-dessus des alvéoles de stockage. L’eau de la piscine fait écran d’atténuation de la radioactivité émise par les éléments combustibles.

Une piscine de stockage d’assemblages de combustible nucléaire a trois fonctions principales :
1. recevoir l’ensemble des assemblages combustibles retirés du cœur du réacteur pendant les arrêts pour rechargement (dans les réacteurs à eau pressurisée, un quart à un tiers du contenu en combustible doit être retiré tous les 12 à 18 mois et remplacé par du combustible neuf) ;
2. entreposer des assemblages usés, en attendant une décroissance suffisante de la puissance résiduelle dégagée, puis envoi de ces assemblages vers une usine de traitement. En effet, à leur sortie du cœur du réacteur, les barres de combustible usé génèrent une chaleur suffisamment élevée pour faire fondre les assemblages si on ne les refroidissait pas, et elles émettent des radiations dangereuses dont il faut se protéger. Le transfert des éléments combustibles du réacteur à la piscine se fait sous eau, à l’aide de systèmes de manutention automatisés et contrôlés à distance, ou avec des systèmes plus « manuels » sécurisés.  
Les éléments combustibles sortis du réacteur sont entreposés dans l’eau de la piscine de stockage durant plusieurs mois jusqu’à ce que la chaleur dégagée permette leur transfert vers l’usine de retraitement afin de les recycler ou de les stocker définitivement sous forme de déchet radioactif. La puissance dégagée par les éléments combustibles décroît de manière exponentielle (baisse significative dans les 2 à 4 premières années, puis dans une moindre mesure dans les 4 à 6 ans qui suivent, etc.)[1].
3. recevoir et entreposer les assemblages neufs avant utilisation[2].

Une telle piscine sert aussi à stocker provisoirement :
- des crayons défectueux ou ayant perdu leur étanchéité [3] ;
- des matériaux radioactifs ;
- des objets particuliers radioactifs.

Dans une piscine de désactivation l'eau joue plusieurs rôles:
- celui de fluide caloporteur permettant, via un (voire deux[1]) échangeur(s) thermique(s) de constamment refroidir le combustible usagé ou neuf ;
- celui d’écran liquide contre les rayonnements, de manière à protéger le personnel.

L’acide borique contenu dans l’eau absorbe les neutrons émis par les assemblages, empêchant un éventuel redémarrage d’une réaction nucléaire.
Remarque : Certaines entreprises d’ionisation industrielle utilisant des sources hautement radioactives (par exemple du cobalt 60 pour désinfecter par irradiation (ionisation) du matériel médical) doivent également stocker leurs « sources » dans leurs propres piscine tout le temps où elles ne sont pas utilisées, dans un espace protégé.

## Caractéristiques techniques
Ces piscines sont étanches et construites selon des normes antisismiques.
Le fond des piscines est équipé de racks (ou râteliers ou alvéoles) de stockage de 4,3 mètres de hauteur qui servent au stockage des assemblages de combustible neufs ou retirés du réacteur, tout en les disposant de manière à empêcher une situation  de criticité via  une réaction nucléaire en chaîne qui se produirait si les crayons (ou aiguilles) de combustible étaient stockés les uns contre les autres. Ils supportent une charge très importante (l’uranium est encore plus lourd que le plomb) et en cas de séisme important, s’ils ne sont pas amortis, « les mouvements des râteliers sont susceptibles d'endommager la paroi de la piscine, conduisant à une rupture d'étanchéité ». C’est pourquoi, ces râteliers sont équipés de « vérins antisismiques ayant pour fonction de permettre leur dilatation thermique lente et, en cas de séisme, de limiter les efforts sur les parois de la piscine ».
Une hauteur d’eau minimale de 2,4 m à 3 m est nécessaire au-dessus du combustible pour absorber le rayonnement. Ces piscines ont environ 12 m de profondeur pour un réacteur REP de 900Mw et plus de 20 m pour un réacteur REP de 1300Mw (22,15 m par exemple pour la centrale nucléaire de Golfech) afin d’assurer une protection radiologique des travailleurs lors des manipulations de combustible et de constituer une réserve d’eau importante pour le refroidissement du combustible. Une piscine peut contenir de 300 à 600 assemblages de combustible suivant le type de réacteur.
La qualité de l'eau est étroitement contrôlée pour éviter que le combustible ou sa gaine ne se dégradent sous l’effet de la corrosion.
La température est contrôlée et toutes ces piscines sont dotées d’un système de réfrigération de l’eau. Ce système nécessite une alimentation électrique (pour le fonctionnement des pompes), sécurisé par un ou plusieurs systèmes de secours (des groupes électrogènes qui prennent automatiquement le relais en cas de problème).
Dans les centrales françaises, le système de refroidissement d’une piscine de stockage de combustible est doublé (constitué de deux voies incluant chacune une pompe et un échangeur thermique). « Quand du combustible est présent dans la piscine, les deux voies doivent être disponibles, une pompe étant en fonctionnement tandis que l'autre reste disponible en secours ».
Selon les pays ou les cas, les assemblages de combustible sont refroidis de trois à six ans en piscine près du réacteur puis encore conservés sous l'eau durant dix à vingt ans avant d'être envoyés en retraitement, en stockage en fûts, ou stockage à sec[réf. nécessaire].

### Réfrigération
L'eau de la piscine de stockage de combustible est borée, filtrée et refroidie en permanence, en circuit fermé, pour évacuer la chaleur émise par les assemblages de combustible (des pompes électriques font circuler l'eau de la piscine de combustible irradié dans un système d’échangeurs thermiques avant de la réintroduire, refroidie dans la piscine de désactivation).
En conditions normales de fonctionnement la température de l’eau ne doit jamais monter au-dessus d’un seuil fixé par les spécifications techniques d'exploitation, par exemple sous 45 °C pour la centrale nucléaire de Gravelines ou 50 °C pour d’autres types de centrales.
- Dérogation aux prescriptions de fonctionnement

Comme pour toute prescription, des dérogations, voire des « dérogations génériques » peuvent être accordées sous conditions, par l’autorité de sûreté nucléaire nationale (l’ASN en France). Par exemple le stockage, dans une piscine de désactivation de « bâtiment combustible », de « combustible ayant une puissance résiduelle supérieure à la valeur dite normale figurant au rapport de sûreté », est autorisé par l’ASN française, mais une des conditions requises est d’augmenter la puissance de réfrigération en pré-disposant en parallèle les deux échangeurs de refroidissement de la piscine de désactivation.

### Contrôle de l’atmosphère du bâtiment
Le scénario d’une radiolyse importante de l’eau en condition humide, c'est-à-dire de sa dissociation en hydrogène et oxygène par les effets combinés de la haute température et des rayonnements ionisants (α, β, γ) avec de l'eau, avec éventuel effet catalytique de métaux contenus dans les gaines de combustibles est redouté, car cette production d’hydrogène est susceptible de conduire à une explosion.
Pour cette raison, l'air des bâtiments contenant les piscines de stockage doit être constamment surveillé et éventuellement traité en cas de présence d’hydrogène (ventilation, injection d’azote comme lors de l’accident nucléaire de Fukushima, etc.).

## Localisation
Dans les réacteurs à eau bouillante (REB), ces « piscines » sont construites de manière que leur ouverture soit située à côté et à la même hauteur que celle de l'ouverture supérieure de la cuve du réacteur (couvercle ôté), dans le bâtiment-même, de manière à minimiser le temps de transfert du combustible du réacteur à la piscine au moyen d’une « navette » ou d’un tube[réf. nécessaire].
Dans les centrales REP françaises, un bâtiment combustible accolé au bâtiment réacteur abrite la piscine de désactivation. Celle-ci est connectée à la piscine du bâtiment réacteur par un tube de transfert qui est fermé en marche normale et ouvert lors des opérations de chargement/déchargement du réacteur. Lorsqu’il est ouvert, les niveaux des deux piscines sont équilibrés.
La « piscine de stockage du combustible ou de désactivation » située dans le bâtiment combustible, ne doit pas être confondue avec la « piscine du réacteur » située dans le bâtiment réacteur.
Dans les complexes importants ou dans les pays ne disposant pas de grands centres de retraitement du combustible, une piscine secondaire peut être construite à proximité pour un entreposage secondaire quand le combustible est devenu un peu moins radioactif et sensible, avant transfert vers une filière d'élimination de déchets ou de retraitement et élimination (La Hague ou Sellafield en Europe) qui retraiteront et reconditionneront une partie des déchets[réf. nécessaire].

## Surveillance et sécurité
Lors des études préalables à la construction d’une centrale, le concepteur doit correctement dimensionner la piscine (avec une marge de sécurité), en fonction du volume, de la masse et de la nature et composition des objets qu’elle devra contenir (i.e. teneur en matière fissible, température, intégrité, etc.), des risques externes (séismes, inondations, etc.) et internes (incendie, inondation, etc.).
En France, l’exploitant doit déclarer dans un « rapport de sûreté » le(s) type(s) de combustible(s) prévu(s) ou autorisé(s) pour chaque piscine.
Une fois la piscine en service, l’exploitant doit veiller :
1. au refroidissement suffisant du contenu de la piscine. En France, quand un réacteur est à l’arrêt pour maintenance (ou en cas de perte des sources électriques du réseau national), un groupe électrogène (diesel) de secours (lui-même doublé par sécurité) assure automatiquement l’alimentation des équipements indispensables au refroidissement de la piscine où est stocké le combustible. Deux voies d'alimentation électrique sont prévues, chacune secourue par un groupe électrogène en cas de problème, l’une des deux devant toujours rester disponible[17].
2. à ce que le niveau de l’eau d’une piscine chargée ne baisse pas sous le seuil de sécurité (qui en réalité varie selon la quantité, l’âge, le type et l’état du combustible stocké), le risque maximum étant – en cas de fuite importante ou vidange accidentelle - la mise au sec (« dénoyage ») de tout ou partie du combustible (accident nucléaire de Fukushima au Japon en 2011)[18]. Le problème concerne aussi les usines de retraitement qui doivent stocker une grande quantité de combustible usagé en piscine. Un « Programme de recherche pour l’étude du comportement d’assemblages combustibles entreposés en piscine à La Hague en cas de dénoyage » a été financé de 1997 à 2000[19] en France, par l’IRSN avec Areva, pour l’un des plus gros sites de stockage du monde où de nombreux paniers d’entreposage de combustibles sont immergés de manière assez dense pour « s’échauffer, se déformer, voire perdre leur étanchéité » en cas de dénoyage[19].
3. à préserver et entretenir l’intégrité du système et son bon fonctionnement.

En France, les « règles générales d'exploitation » (visées et validées par l'Autorité de sûreté nucléaire) et des « prescriptions techniques » décrivent les dispositions qui s’appliquent à chaque type de piscine et installations connexes.
Pour des raisons de sécurité la surveillance électronique du niveau de l’eau à partir de la salle de contrôle via un capteur de niveau est doublée d’une surveillance humaine périodique (visuelle et par mesure en local du niveau de l’eau). En France, les « règles générales d’exploitation » stipulent que toute manutention d’assemblages de combustibles soit stoppée dans l’heure qui suit l’indisponibilité du capteur de niveau.
En France, une baisse intempestive du niveau de l’eau déclenche un système de sûreté qui doit injecter automatiquement de l’eau borée dans la piscine pour compenser sa perte de capacité de refroidissement (si le bore est accidentellement indisponible, toute opération de déchargement doit être interrompue dans l’heure).
L’eau de la piscine doit être suffisamment borée, pour prévenir toute possibilité de démarrage intempestif de réaction nucléaire. Outre son niveau, la qualité chimique et physique de l’eau (teneur en bore, ions chlorures, oxygène, radioactivité, etc.) doit également être régulièrement suivie. Des opérations périodiques de purification de piscines ont lieu.
Comme il existe un risque de dégazage d’hydrogène (par radiolyse de l’eau de la piscine ou par réaction zirconium/vapeur d’eau à haute température), ou de dégazage d’iode ou d’autres radionucléides en cas d’endommagement d’un ou plusieurs éléments combustibles, la qualité de l’air doit aussi être surveillée. Le « bâtiment réacteur » et sa piscine ou le cas échéant le « bâtiment combustible » disposent d’un système autonome de ventilation et filtration de l'air intérieur, qui vise à éliminer la radioactivité de l’air ambiant (piège à iode) et en cas d'accident, à limiter les risques de concentration d’hydrogène explosif. Le système de ventilation doit aussi pouvoir confiner d’éventuels gaz ou aérosols radioactifs par une « mise en dépression » du bâtiment.
Un dispositif (ex , en France les deux « chaînes » de mesure KRT 033 MA et KRT 032 MA) mesure le rayonnement gamma ambiant dans le bâtiment contenant la piscine d'entreposage du combustible

## Risques internes à la centrale

### Liés directement aux piscines de désactivation
Le danger majeur est la perte du refroidissement des éléments combustibles conduisant à leur détérioration et donc au relâchement des produits de fission qu’ils contiennent ainsi que leur capacité à générer de l’hydrogène par radiolyse de l’eau. L’opérateur doit à la fois éviter toute baisse intempestive du niveau de l’eau et son réchauffement excessif, sachant que moins il y a d’eau plus elle s’échauffe vite et moins elle joue son rôle d’écran liquide contre les radiations.

### Liés aux bâtiments abritant les piscines de désactivation
Des défauts techniques peuvent aussi affecter les systèmes de surveillance ou confinement/ventilation/filtration  de l’air intérieur. Ainsi à Gravelines, un type de clapet susceptible de mal se fermer équipait chacun des bâtiments-combustible abritant pour chaque réacteur la piscine de désactivation ou de stockage de combustible. Après constat du dysfonctionnement (le 3 janvier 2003 dans le bâtiment du réacteur n° 2 alors en production) tous les clapets ont été changés pour éviter qu’en situation accidentelle, de l'air contaminé puisse, pour partie, être rejeté à l'extérieur, en contournant les pièges à iode. EDF a ensuite constaté que ces clapets étaient aussi utilisés dans les bâtiments abritant les piscines 1 et 2 de Saint-Laurent-des-Eaux, dans ceux des réacteurs 1, 2 et 3 de Cruas, du réacteur 1 de Chinon, du réacteur 1 du Blayais et des réacteurs 3 et 4 du Tricastin, puis a selon l’ASN corrigé le problème.

### Erreurs humaines
Le risque dit « humain » d’actions inadéquates pour le système ou de non-respect des prescriptions existe toujours comme pour toute activité humaine,.

## Risques externes à la centrale
Ils incluent les dommages dont l’origine est indépendante de l’opérateur et du matériel, pouvant être causés par exemple par des événements mal ou non pris en compte lors de la conception : tremblements de terre, chute d’un avion ou d’un météore, par un tsunami ou une inondation ou encore malveillance ou attaques terroristes.
La gestion de crise est aussi rendue plus complexe quand plusieurs problèmes se manifestent en même temps ou sur plusieurs piscines, réacteurs ou centrales comme cela a été le cas au Japon en 2011 où l’opérateur (TEPCO) a été confronté à la défaillance de plusieurs piscines et réacteur, dans un contexte ou le tremblement de terre et le tsunami l’avaient privé d’électricité et de moyens de refroidissement.

### Séismes et tsunamis

#### Retour d’expérience de l’accident de Fukushima
Le risque nucléaire est généralement associé à la perte d’intégrité du cœur, mais le tsunami qui a suivi le séisme de magnitude 9 (accident de type « Genpatsu-shinsai ») survenu au Japon en mars 2011 dont la hauteur n’avait pas été prise en compte lors de la conception de la centrale nucléaire de Fukushima,, a rappelé que, même lorsqu’elles ne sont pas directement endommagées par un séisme ou un tsunami, les piscines peuvent être impactées notamment à la suite de la perte de leur refroidissement ou de leur alimentation en eau, entrainant une baisse de niveau d’eau risquant de détériorer les éléments combustibles par surchauffe lors de leur dénoyage,,.
L’accident nucléaire de Fukushima au Japon (2011) a apporté un retour d’expérience utile aux chercheurs et aux opérateurs techniques du nucléaire. C’est en effet la première fois qu’une perte de contrôle aussi grave, longue et importante a eu lieu (et sur plusieurs piscines durant la même période). L’opérateur TEPCO estimait l’accident de criticité très peu probable, mais le risque majeur était le relâchement incontrôlable de matières radioactives si les barres étaient détériorées à la suite d’une surchauffe après leur dénoyage,,,.

#### En France
En cas de violent séisme les mouvements des lourds râteliers chargés de combustible peuvent endommager les parois de la piscine si leurs vérins amortisseurs fonctionnent mal. Le 11 septembre 2001, EDF a déclaré une absence de maintenance sur les râteliers des piscines des réacteurs de 11 centrales (celles de Bugey, Cruas, Blayais, Tricastin, Gravelines, Saint-Laurent, Dampierre, Chinon, Paluel, Flamanville et Saint-Alban.). En février 2000, EDF avait lancé une procédure de maintenance de ces vérins et fournira avant fin octobre 2001 un échéancier de remise en conformité (incident classé au niveau 1 de l’échelle INES).

### Actes malveillants
Le 12 octobre 2017, des militants de Greenpeace s’introduisent sur le site de la centrale nucléaire de Cattenom. Ils déclenchent un feu d'artifice aux abords de la piscine. Cette action fait suite à un rapport de Greenpeace remis officiellement aux autorités deux jours auparavant, dans lequel des experts mandatés ont étudié différents scénarios d’attaque extérieure pouvant viser les centrales en France. Selon eux, des failles sécuritaires remettraient en cause la protection des installations, principalement la capacité de résistance des piscines d’entreposage des combustibles nucléaires. EDF a précisé que, de par leur dimension, leur robustesse et l’épaisseur de leurs murs en béton internes et externes (conçus pour résister à l’impact d’un avion), tous les bâtiments sont conçus pour résister aux agressions ou aux catastrophes naturelles. En plus des mesures de sécurité classiques allouées aux sites sensibles, les centrales peuvent s’appuyer sur un peloton spécialisé de protection de la gendarmerie ainsi que sur une surveillance quotidienne de l’espace aérien. EDF a également annoncé que des moyens supplémentaires vont être alloués à la protection des centrales.
- Vulnérabilité physique

Les réacteurs sont entourés de murs de béton spécial, armé et précontraint, épais de 1,2 m aux États-Unis; en France les réacteurs sont entourés par des parois de béton d’une épaisseur comprise, selon l’Autorité de Sûreté Nucléaire (ASN), entre 60 cm et 1 mètre. En France, les piscines de stockage de combustibles usés ont des parois  de trente centimètres ( 30cm ) d'épaisseur, dont 2 à 3 centimètres de tôle métallique. Les piscines elles-mêmes semblent solidement construites, mais ce n’est généralement pas le cas des bâtiments les abritant, qui sont « construits en matériaux conventionnels et a priori vulnérables à la collision d’un avion ou à des explosifs », ou comme on l’a vu à Tchernobyl et au Japon en 2011, très vulnérables à une explosion d’hydrogène.
Le Dr. Kevin Crowley du Nuclear and Radiation Studies Board alertait déjà en 2003 sur le fait que les piscines sont plus vulnérables que les réacteurs à une attaque malveillante, qui si elle réussissait à propager un feu de zirconium relarguerait une grande quantité de radionucléides dans l’air . La Commission de réglementation nucléaire des États-Unis a considéré après les attentats du 11 septembre 2001 qu’une meilleure protection des centrales nucléaires était requise
En 2017 Greenpeace France commande un rapport indépendant sur les risques liés aux actes de malveillance visant les piscines. Pour des raisons de sécurité ce rapport n'a pas été rendu public mais remis aux autorités responsables de la sécurité des centrales. Dans la foulée une action de Greenpeace a consisté à pénétrer sur le site d'une centrale française (Cattenom) et à déclencher un feu d'artifice à proximité directe de la piscine du réacteur.

## Incidents liés aux piscines de stockage de combustible nucléaire

### Piscine de stockage Nº4 de la centrale de Fukushima Daiichi
L’incident le plus grave a eu lieu le 11 mars 2011 sur la piscine du réacteur nº4 de Fukushima Daiichi où le combustible usé venait d’être déchargé et présentait donc une puissance résiduelle importante. À la suite du tsunami, les systèmes de refroidissement et d’appoint en eau de la piscine de stockage sont perdus provoquant une montée en température et une ébullition de l’eau. À partir du 15 mars, la baisse consécutive du niveau d’eau fait craindre de découvrir le haut des assemblages. Un arrosage de fortune par rampes à eau a permis un appoint minimal à la piscine. À partir du 21 mars la piscine est de nouveau refroidie correctement et sa température descend en dessous de 30 °C. Une vidéo prise en mai 2011 montre que les hauts des assemblages combustible semblent intacts confirmant « qu’il n’y a pas eu dénoyage, donc fonte des parties supérieures avec rejets de produits radioactifs contrairement à ce que l’on avait craint ». Cet incident grave est initialement individuellement classé au niveau 3 de l’échelle INES par l’agence de sécurité industrielle et nucléaire japonaise (NISA),, puis intégré dans l’accident de la centrale de Fukushima Daiichi classé au niveau 7.

### Installations nucléaires françaises
- Le 20 septembre 2008, durant un arrêt de  maintenance et rechargement du réacteur n° 1 de la centrale nucléaire de Belleville, une pompe du circuit de refroidissement de la piscine du réacteur est restée « indisponible » 55 heures, alors que les règles générales d’exploitation imposent ce type de réparation en moins de 16 heures. Cet événement est classé au niveau 1 de l’échelle INES[55].
- Fermeture par erreur, le 17 août 2010, d’une vanne du circuit de refroidissement de la piscine d’entreposage du « bâtiment combustible » de la centrale nucléaire de Cruas-Meysse (4 réacteurs de 900 MWe, gérés à Cruas-Meysse (France) par EDF), ce qui a provoqué l’arrêt du système de refroidissement de la  piscine. Cet incident a été repéré et réparé assez rapidement pour qu’il soit resté sans conséquences selon l’opérateur. Cet événement est classé au niveau 1  de l’échelle de l’INES[56].
- Dans la centrale de Cruas-Meysse, en février 2000, sur le réacteur n° 1 en cours de chargement, à l’occasion d’un appoint en eau à la piscine, un agent a déconnecté l’un des deux échangeurs refroidissant la piscine et a oublié de le reconnecter une fois l’opération faite. Malgré un délai maximal règlementaire de 8 heures entre chaque vérification, l’échangeur n’a été remis en activité que 21 heures après sa mise hors service; or, quand la puissance résiduelle du combustible stocké dépasse 5,45 MW, l’exploitant doit brancher « en  parallèle » les deux échangeurs sur le circuit de refroidissement pour en améliorer les performances. L’inertie thermique de la piscine et de ses parois laissent à l’opérateur une certaine marge pour la réparation d’un problème, si la piscine reste bien pleine (et dans le cas cité en exemple ci-dessus, la température n’a pas dépassé 35 °C). Cet événement est classé au niveau 1 de l’échelle INES [57].
- Le 27 décembre 2001, une fuite s'est produite sur un des deux circuits PTR de refroidissement de la piscine du « bâtiment combustible » de la tranche 3 (alors en arrêt technique) de la centrale nucléaire de Gravelines[58].  À ce moment, tout le combustible du réacteur était stocké dans la piscine. Les spécifications techniques veulent dans ce cas que les deux voies de refroidissement soient conjointement disponibles, une pompe étant en fonctionnement tandis que l'autre reste disponible en secours[58]. Le 27 décembre 2001, une fuite (débit : +/- 12 L/h) s’est produite au niveau d’une soudure sur l'un des deux circuits de refroidissement de la piscine, et quand – à la demande de l'ASN, EDF a contrôlé l’autre circuit, des défauts y ont été constatés[58]. Près de 3 semaines plus tard (le 19 janvier 2002), l'exploitant constatait une aggravation de la fuite et plusieurs défauts, suite – selon l’ASN -  à « la mise en place de dispositifs inadaptés »[58]. Après plusieurs tentatives et après avoir fait appel à « ses compétences locales et nationales », le circuit non-étanche a pu être réparé (le 6 février 2002).
- Le 28 septembre 2006, une vanne d’échantillonnage de l’eau de la piscine de l'atelier pour l'entreposage du combustible du réacteur Superphénix a été laissée ouverte, ce qui a causé une vidange partielle de la piscine. L’eau étant descendue sous le « niveau bas », un appoint manuel d’eau a été fait, mais l'origine de la vidange n’ayant pas été identifiée et corrigée, celle-ci s’est poursuivie, nécessitant un nouvel appoint le lendemain. La cause de la fuite a été identifiée deux jours plus tard (le lundi 2 octobre) grâce aux plans des canalisations. La vanne était restée anormalement ouverte pendant cinq jours, alors qu’un évènement semblable était déjà advenu en octobre 2004; de par son caractère répétitif l’incident est classé au niveau 1 de l'échelle INES[59].
- Le 29 septembre 2005, lors du déchargement du réacteur n° 1 de Fessenheim, un essai mal préparé de décharge de batterie électrique a induit une coupure de courant sur un tableau électrique, causant conjointement  un arrêt des pompes du système de refroidissement de la piscine de stockage du combustible, la perte du moyen de mesure de la réactivité, et la perte du moyen de mesurer le taux de bore dans le réacteur. Cet incident a été classé au niveau 1 de l'échelle INES[60].
- Au Blayais, alors que des assemblages de combustible étaient en cours de manipulation, le 9, puis le 10 septembre 2005, des travaux de maintenance sur un capteur de mesure de débit a deux fois conduit à l'arrêt automatique de la ventilation du « bâtiment combustible » (durant 15 minutes) avant l'arrêt des opérations de manutention. Cet événement est classé au niveau 1 de l’échelle INES (manque de culture sûreté)[25].
- Le 28 février 2003, dans la centrale nucléaire de Gravelines, alors qu’un combustible chaud était entreposé dans la piscine de stockage, l’exploitant a utilisé une des 2 pompes de refroidissement pour faire un appoint vers un autre circuit. Cette utilisation a rendu cette pompe indisponible pour le refroidissement alors qu’elle était requise comme l’imposent les conditions compensatoires de la dérogation autorisant, sous certaines réserves, à stocker ce type de combustible à plus forte activité. L’incident a été corrigé avant que la température de la piscine n’atteigne 45 °C. Cet événement est classé au niveau 1 de l’échelle INES[10].
- En septembre 2002, à la centrale nucléaire de Gravelines, une opération se fait après autorisation de l’autorité de sureté, mais avec des moyens non règlementaires (congélation d’une des tuyauteries du circuit de réfrigération de la piscine du réacteur n° 6) pour pose d'une vanne d'isolement sans arrêter la réfrigération par le circuit PTR; l’opération était autorisée, mais pas au moyen d’azote liquide comme cela a été fait[61]).
- Pertes brèves (quelques minutes), mais simultanées de deux systèmes de secours en alimentation électrique (nécessaire au refroidissement de la piscine), dans la tranche n° 1 (en 2002) puis n° 2 (en 2004) de la centrale nucléaire de Cattenom. À l’arrêt de ces réacteurs pour maintenance - alors que le combustible était stocké dans la piscine -, les deux moteurs diesel de secours ont été simultanément indisponibles durant quelques minutes (l’un des moteurs était en maintenance et une vanne d’admission d’air de l’autre moteur avait été inopinément fermée[17].
- En mai 2003, à la centrale de Cattenom, un mauvais câblage dans une armoire électrique de la tranche 4, a rendu un des diesels de secours indisponible durant un arrêt pour maintenance du réacteur alors qu’il était requis pour alimenter le système de refroidissement de la piscine de stockage du combustible. Cet événement est classé au niveau 1 de l’échelle INES[62].
- Le 18 septembre 2002, à Cadarache, un technicien se jette volontairement dans une piscine où des combustibles irradiés étaient entreposés (en l’occurrence, celle de la station de traitement des effluents et déchets solides du CEA de Cadarache) ; il n’y est resté que moins d’une minute, n’a pas bu d’eau et aurait été peu contaminé ; « certains propos tenus par l'agent avant son acte indiquent que son geste était sans doute volontaire ». L'incident a été classé au niveau zéro sur l'échelle INES[63].
- Le 11 mars 2005, six agents de la centrale nucléaire de Cattenom se sont contaminés (contamination interne), a priori par des particules radioactives qu’ils ont mises en suspension dans l’air, lors du nettoyage, avec un nettoyeur haute pression, du local des filtres de la piscine de stockage des éléments combustible. « Après leur passage au service médical, la contamination interne des six agents a été établie à un niveau inférieur au centième de la limite réglementaire annuelle ». Cet événement est classé au niveau zéro de l’échelle INES[64].

## Prospective
À cause de l’allongement de la durée de fonctionnement de la plupart des centrales (par rapport à ce qui était initialement prévu), certaines piscines de désactivation pourraient être saturées. L’Autorité de sûreté nucléaire américaine estimait ainsi que la plupart des centrales nucléaires des États-Unis verront leurs piscines de combustible usé pleines ou surchargées avant 2015, ce qui nécessitera la construction ou l'utilisation d’autres zones stockage temporaire.
La réglementation a évolué aux États-Unis pour permettre une réorganisation du rangement des crayons usagés dans les piscines, afin de maximiser l’efficacité dans le stockage.
Or, même si quelques moyens de mieux rentabiliser le volume disponible ont été trouvés (ex : utiliser des crayons anciens dont la radioactivité a déjà diminué comme blindage pour du combustible usagé encore très actif, récemment déchargé du réacteur, stockages en assemblages plus denses…), des réacteurs fonctionnent avec des piscines qui sont près des limites de capacité que leur ont initialement attribué leurs concepteurs.
En France, l’IRSN considère cette situation « anormale » et constate que « de ce fait, les installations participant à la sûreté du stockage des assemblages se trouvent aujourd'hui exploitées au-delà des limites définies dans les rapports de sûreté des centrales nucléaires ». Sur la base des retours d'expérience dont il dispose, et sur la base du « réexamen de la sûreté effectué sur les réacteurs de 900 MWe d'autre part », ceci s’est traduit par des contraintes d’exploitation supplémentaires en attendant des solutions plus définitives devant améliorer globalement la conception et l'exploitation des installations de stockage du combustible usé dans les centrales nucléaires. Pour l’IRSN, des accidents de type vidange rapide d’une piscine, incendie ou inondation du bâtiment de combustible « pourraient de ne pas être maîtrisés dans l’état actuel des installations ».
EDF étudie de son côté des solutions de meilleure sécurisation du stockage du combustible usé et alléger les contraintes actuelles sur l'exploitation des piscines de stockage des réacteurs de 900 MWe. Un contrôle amélioré et mieux instrumenté du refroidissement et du niveau d’eau et une amélioration des procédures des moyens d’appoint (en eau borée et en électricité) et des procédures font partie des améliorations.
L’IRSN encourage EDF sur cette voie, mais dans l'attente il a été décidé en 2002 de maintenir quelques mesures compensatoires définies en 1998, à adapter aux réacteurs plus récents et plus puissants (1 300 et 1 450 MWe).

### Alternatives ou variantes possibles
Pour faire face aux dépassement de capacité des piscines, certains pays envisagent un stockage complémentaire en fûts à sec.

### Recherche
Des études sur la sécurité du stockage en piscine sont périodiquement publiées. 
En France, l’IRSN fait partie des structures de recherche travaillant sur le comportement des assemblages combustibles en piscine, en situation normale et dégradée.